# Pope Joan
Pope Joan (bra: Joana, a Mulher que Foi Papa; prt: Papisa Joana) é um filme britânico de 1972, do gênero drama biográfico-histórico, dirigido por Michael Anderson, e estrelado por Liv Ullmann, Olivia de Havilland, Lesley-Anne Down, Trevor Howard, Jeremy Kemp, Patrick Magee, Franco Nero e Maximilian Schell. Embora o consenso moderno geralmente considere a Papisa Joana como uma lenda, no filme sua existência é tratada como um fato.
A versão do filme lançada em 1972 foi significativamente diferente da versão originalmente filmada. O original de Anderson era composto de flashbacks e sequências de flashforward sobre uma pregadora evangélica moderna que acreditava que sua vida era paralela à da papisa Joana. Nesta versão, psiquiatras tentam mandá-la de volta às suas vidas passadas para determinar se ela pode ou não ser a reencarnação da mulher. No entanto, a empresa distribuidora decidiu remover todas as sequências contemporâneas e lançou o filme como um drama histórico direto. Em 2009, o filme foi reeditado, a versão inédita foi reinserida e a produção foi relançada com o título "She… Who Would Be Pope".

## Sinopse
Na Europa medieval, Joana (Liv Ullmann), uma jovem piedosa, torna-se uma estudiosa da teologia, disfarça-se de homem, sobe na hierarquia da Igreja Católica e é eleita papisa.

## Elenco
- Liv Ullmann como Papisa Joana
  - Sharon Winter como Joana (jovem)
- Olivia de Havilland como Madre Superiora
- Lesley-Anne Down como Cecilia
- Trevor Howard como Papa Leão IV
- Jeremy Kemp como Pai de Joana
- Patrick Magee como Monge Ancião
- Franco Nero como Luís II da Germânia
- Maximilian Schell como Irmão Adriano
- Martin Benson como Lotário I
- Terrence Hardiman como Cardeal Anastácio
- André Morell como Imperador Luís I, o Piedoso
- Derek Farr como Conde Brisini
- Richard Pearson como Padre Timothy
- Margareta Pogonat como Mulher na Aldeia
- Richard Bebb como Senhor
- John Shrapnel como Padre James
- Natasha Nicolescu como Mãe de Joana

## Plano de fundo
Roger Greenspun resumiu a história em sua crítica para o jornal The New York Times:
"Em algumas histórias medievais da Igreja Católica Romana, houve uma lacuna entre os pontificados de Leão IV (847-855) e seu sucessor, Bento III. Possivelmente para explicar essa lacuna, surgiu uma lenda sobre uma mulher, Joan, nascida perto de Mainz, educada em Atenas, que foi para Roma disfarçada de monge e tanto impressionou Leão com sua inteligência e aprendizado que, pensando que ela era um homem, a nomeou sua secretária e a fez uma cardeal. Após sua morte, ela foi eleita papa. Mas seu pontificado foi breve, pois quando o povo descobriu que ela era uma mulher, a assassinaram barbaramente do lado de fora do Palácio de Latrão. Embora a lenda tenha sido descartada pelos historiadores da igreja durante séculos, ela tem sido a fonte de vários relatos fictícios – nenhum, acredito, mais estranho do que Pope Joan, de Michael Anderson, que estreou ontem".

## Recepção
Ainda em sua crítica para o The New York Times, Roger Greenspun escreveu:
"A vocação de Joana pode ser servir a Deus, mas sua tentação é sempre satisfazer os homens. Os homens certamente aparecem – o irmão artístico Beneditino Adriano (Maximilian Schell); o ardente Luís, o favorito dela (Franco Nero), e o bisneto de ninguém menos que Carlos Magno – e nunca com mais regularidade do que no convento onde Joana passa sua adolescência. É um convento escandaloso e selvagem, apesar dos esforços de Olivia de Havilland como Madre Superiora para manter as coisas elegantes, e suas noviças podem ter sido penitentes do elenco de Sex Kittens Go to College...
 Como todo mundo, adorei Liv Ullmann em Persona e Vargtimmen. Nem mesmo a papisa Joana, que geralmente consegue fazê-la parecer o irmão gêmeo de George Peppard, pode suprimir seu grave apelo – mas acho que ela está sendo usada para fornecer algum erotismo de Ingmar Bergman para equilibrar o tom intermitente do filme de piedade de Hollywood".
A revista Time Out chamou o filme de "épico com figurinos muitas vezes dolorosamente desajeitados, com a história usual de amor por trás de tudo, e presunções chauvinistas abundantes. Contra todas as probabilidades, Ullmann apresenta uma atuação notável, o que poderia ter sido um assunto maravilhoso se tivesse sido tratada por uma diretora".

## Mídia doméstica
Em 2003, o filme foi lançado em DVD para a Região 1. A produção também foi renomeada em algumas áreas para "The Devil's Imposter", e teve muito material cortado.